# Geno Studio
Geno Studio, Inc. (株式会社ジェノスタジオ Kabushiki-gaisha Jeno Sutajio?) es un estudio de animación japonés establecido en 2015 filial de la productora de animación Twin Engine.

## Historia
El 29 de septiembre de 2015, el estudio de animación Manglobe, que estaba produciendo Genocidal Organ, detuvo sus operaciones (y el 4 de noviembre del mismo año inició procedimientos de quiebra), lo que puso en peligro no solo la publicación de la obra, sino incluso su finalización. Para completar este proyecto, que fue descrito por el productor jefe de la película, Kōji Yamamoto, como "un proyecto lleno de confusión y agitación extrema," se fundó en noviembre del mismo año Geno Studio, con Yamamoto asumiendo el cargo de director ejecutivo. El nombre de la compañía proviene de "Geno" en el título en inglés de Genocidal Organ.
Aunque el proceso de establecimiento fue inusual, desde el principio se tenía planeado continuar con la producción de animación. En octubre de 2017, el estudio anunció la producción, como contratista principal, de tres series de animación para televisión.
Aunque Yamamoto, el representante de la empresa, es un exempleado de Fuji TV y estuvo profundamente involucrado en el bloque de animación nocturna NoitaminA de Fuji TV. Sin embargo, Geno Studio no tiene vínculos financieros con Fuji TV y, por el momento, no tiene planes de emitir series de animación en el bloque NoitaminA.
Shanghai Yarun Culture Communications Co., Ltd (上海絵界文化伝播?) (Shanghai Emon) es un accionista sin derecho a voto de la compañía.

## Trabajos

### Series de televisión
| Año  | Título                  | Director(es)      | Fecha de primera transmisión | Fecha de última transmisión | Eps. | Notas                                                                                      | Refs.  |
| ---- | ----------------------- | ----------------- | ---------------------------- | --------------------------- | ---- | ------------------------------------------------------------------------------------------ | ------ |
| 2018 | Kokkoku                 | Yoshimitsu Ohashi | 7 de enero de 2018           | 25 de marzo de 2018         | 12   | Adaptación del manga escrito e ilustrado por Seita Horio.                                  |        |
| 2018 | Golden Kamuy            | Hitoshi Nanba     | 9 de abril de 2018           | 25 de junio de 2018         | 12   | Adaptación del manga escrito e ilustrado por Satoru Noda.                                  |        |
| 2018 | Golden Kamuy 2nd Season | Hitoshi Nanba     | 8 de octubre de 2018         | 24 de diciembre de 2018     | 12   | Secuela de Golden Kamuy.                                                                   |        |
| 2020 | Pet                     | Takahiro Omori    | 6 de enero de 2020           | 30 de marzo de 2020         | 13   | Adaptación del manga escrito e ilustrado por Ranjō Miyake.                                 | [ 9 ]  |
| 2020 | Golden Kamuy 3rd Season | Hitoshi Nanba     | 5 de octubre de 2020         | 21 de diciembre de 2020     | 12   | Secuela de Golden Kamuy 2nd Season.                                                        | [ 10 ] |
| 2022 | Bucchigire!             | Tetsuo Hirakawa   | 8 de julio de 2022           | 23 de septiembre de 2022    | 12   | Historia oroginal.                                                                         | [ 11 ] |
| 2025 | Your Forma              | Takaharu Ozaki    | 2 de abril de 2025           | 25 de junio de 2025         | 13   | Adaptación de la novela ligera escrita por Mareho Kikuishi e ilustrada por Tsubata Nozaki. | [ 12 ] |

### Películas
| Año  | Título           | Director(es)  | Duración | Notas                                                                           | Refs.  |
| ---- | ---------------- | ------------- | -------- | ------------------------------------------------------------------------------- | ------ |
| 2017 | Gyakusatsu Kikan | Shukou Murase | 114m     | Adaptación de la novela escrita por Project Itoh. Coproducción junto a Manglobe | [ 13 ] |

### ONAs
| Año  | Título                           | Director(es)  | Fecha de primera transmisión | Fecha de última transmisión | Eps. | Notas                          | Refs.  |
| ---- | -------------------------------- | ------------- | ---------------------------- | --------------------------- | ---- | ------------------------------ | ------ |
| 2021 | Star Wars: Visions: Lop and Ochō | Yuki Igarashi | 22 de septiembre de 2021     | 22 de septiembre de 2021    | 9    | Antología basada en Star Wars. | [ 14 ] |

### OVAs
| Año  | Título                      | Director(es)  | Fecha de primera transmisión | Fecha de última transmisión | Eps. | Notas                                                         | Refs. |
| ---- | --------------------------- | ------------- | ---------------------------- | --------------------------- | ---- | ------------------------------------------------------------- | ----- |
| 2018 | Golden Kamuy OVA            | Hitoshi Nanba | 19 de septiembre de 2018     | 19 de septiembre de 2018    | 1    | Especial incluido con el 15º volumen del manga.               |       |
| 2019 | Golden Kamuy 2nd Season OVA | Hitoshi Nanba | 19 de marzo de 2019          | 18 de septiembre de 2020    | 3    | Especiales incluidos con el 17º, 19º y 23º volumen del manga. |       |